# ヤコブ・フリース＝ハンセン
ヤコブ・フリース＝ハンセン（Jakob Friis-Hansen、1967年3月6日 - ）は、デンマーク・コペンハーゲン出身の元同国代表サッカー選手、元サッカー指導者。現役時代のポジションはディフェンダー。

## 経歴
現役時代は主にデンマークやフランスのクラブでプレーし、1995-96シーズンにはFCジロンダン・ボルドーの選手としてUEFAカップで準優勝を経験した。
デンマーク代表としては世代別代表のときから招集されており、1990年9月5日のスウェーデン代表戦でフル代表デビューを飾った。1995年にはキング・ファハド・カップ1995で優勝メンバーの一員となった。